# Four Seasons
Four Seasons (pol. Cztery pory) – czwarty album studyjny polskiej grupy popowej Blue Café.
Płytę wydała 14 kwietnia 2008 wytwórnia QL Music. Kompozytorem wszystkich utworów jest Paweł Rurak-Sokal, a autorką większości tekstów, których motywem przewodnim są: miłość, prawda, pasja i samotność – Dominika Gawęda.
Z albumu wydano trzy single. „Czas nie będzie czekał” i „Niewiele mam”, osiągnęły wysokie pozycje na listach przebojów. Trzecią piosenką wydaną na singlu została kompozycja „Girl in Red”.

## Lista utworów
1. „Czas nie będzie czekał”
2. „Girl in Red”
3. „Seven Days”
4. „Niewiele mam”
5. „Baby Cry”
6. „I Don't Miss You at All”
7. „Freedom (Tribute to Frida Kahlo)”
8. „Lolita”
9. „Part of My Soul”
10. „Stay”
11. „Believe”
12. „Wonderful”
13. „The Real Me”
14. „Four Seasons”